# Черномаз, Павел Олегович
Павел Олегович Черномаз (укр. Павло Олегович Чорномаз; род. 8 июля 1990, Дубно, Ровненская область) — украинский футболист, полузащитник.

## Биография
Начал заниматься футболом в «Вересе», а в 2006—2007 годах выступал в ДЮСШ за «Волынь», сыграв 23 матча, в которых забил в них 9 голов.
Летом 2007 года Павел в составе сборной Волынской области, сформированной из молодых футболистов «Волыни» стал победителем третьих Всеукраинских летних спортивных игр молодежи. В отборочном турнире, который проходил в конце июня — начале июля в Луцке, «Волынь» уверенно заняла первое место, а в финале, который проходил в Киеве, победив луганчан и винничан, вышли в финал. В решающем поединке на НСК «Олимпийский» волынская команда одолела киевлян со счетом 4:2.
В первой лиге чемпионата Украины Павел дебютировал 4 мая 2008 в матче против «Прикарпатья». Всего на профессиональном уровне за «Волынь» сыграл 10 матчей.
С 2009 года выступал за кировоградскую «Звезду», в которой за 2,5 сезона в первой лиге провел 57 матчей .
В течение 2012 года играл за белоцерковский «Арсенал» (10 матчей, 2 гола), после чего целый год был свободным агентом.
В начале 2014 года вернулся в родную «Волынь», и взял себе 21 номер, но вскоре покинул команду, не сыграв ни одного матча.